# Pazar, Tokat
Pazar là một huyện thuộc tỉnh Tokat, Thổ Nhĩ Kỳ. Huyện có diện tích 215 km² và dân số thời điểm năm 2007 là 15361 người, mật độ 71 người/km².